# 埃德加多·多纳托
埃德加多·多纳托（Edgardo Felipe Donato，1897年4月14日—1963年2月15日），杰出的阿根廷探戈音乐作曲家和乐队指挥家。其作品多活泼快速，深受青年人和探戈高手的喜爱。

## 早年
埃德加多·多纳托出生在阿根廷首都布宜诺斯艾利斯中南部的圣·克里斯托瓦尔区的一个意大利移民家庭。父亲厄聶斯托·多纳托（Ernesto Donato）是一位曼陀林演奏家，之后转为大提琴手并一生与大提琴为伴。他的母亲耶吉妲·卡發那（Egilda Cafagna）一共生了九个孩子，其中三个成为了音乐家。阿斯卡尼奥（Ascanio）成为了大提琴手和指挥; 奥斯瓦尔多（Osvaldo）成为了钢琴手和指挥；埃德加多本人成为了小提琴手和指挥。
幼年时，他们全家搬到了乌拉圭的首都蒙得维的亚，这座城市可以说同入海口南边的布宜诺斯艾利斯共同孕育了探戈音乐与舞蹈。埃德加多的父亲在这里成为了一个室内乐团的指挥。十岁的时候，埃德加多进入一所叫弗兰茨李斯特的音乐学校学习。21岁左右的时候，他已经在音乐的领域成为了专业人士，他早期的工作时协助父亲的歌剧演出。

## 乐队生涯
他加盟的第一家探戈乐队属于一位阿根廷的探戈手风琴手尼格羅·奎維多（Negro Quevedo）。值得一提的是，乐队的钢琴手是后来大名鼎鼎的阿根廷演员恩里奎·戴爾菲諾（Enrique Delfino）。1919年，他加入了卡洛斯·瓦倫（Carlos Warren）的乐队，这个乐队一开始是演奏爵士乐的。他们和厄德瓦多·阿洛拉斯（Eduardo Arolas）的乐队经常一起。这种情况下，埃德加多认识了自己的小提琴手，也是1927开始的乐队多納托-伽里洛（Donato-Zerrillo）的共同领队羅勃特·伽里洛（Roberto Zerrillo）。
1922年，他写出了自己的第一部探戈作品，《胡利安》（Julián）。这部作品是献给一位乌拉圭的鼓手胡利安·冈萨雷斯（Julián González）。乐队当时的小提琴手雷納多·尼卻爾（Reynaldo Nichel，此人后来也为Anibal Troilo的乐队工作过）说埃德加多告诉他那家伙又黑又丑。这首曲子据说一开始埃德加多本人要以20比索卖给一家唱片公司，可惜被拒绝。第二次他想以15比索价格卖给一个乐队指挥可又被拒绝。最后他值得选择自己出资出版它。两年之后，阿根廷的著名歌手羅斯塔·奎洛加（Rosita Quiroga）给这首曲子带来了成功。
1923年，埃德加多写出了《Corazoncito de oro》、《Beba》、《Celedonio Flores》还有后来比较被大家熟悉的曲子《Muchacho》。
1925年，埃德加多谱写出了一首探戈音乐界被翻唱录音的最多的曲子之一：《A media luz》（这首曲子同《La compasita》、《En choclo》和探戈歌王葛戴尔演唱的《Caminito》列为探戈音乐的四首最被翻录的曲子）。据他自己说，曲子是在公共汽车上谱写的。最后此曲在乌拉圭首都蒙得维的亚首次演奏，由当时的智利著名歌手露西·庫洛里（Lucy Clory）演唱。
1927年，他和羅勃特·伽里洛组织了多納托-伽里洛乐队并与1927年7月14日于蒙得维的亚首次亮相，这次亮相时，他们的音乐被布宜诺斯艾利斯著名的电影院Select Lavalle cinema theater的经理听到，这个地方是对于探戈乐队是一个理想的出名场所。电影院先给了他们一个季度的合同，最后他们在那里，以Orquesta Típica criolla Donato-Zerrillo乐队的名字，一直演奏到1930年解体。其乐队编制为：
- 手风琴组：Juan Turturiello and Héctor Gentile
- 小提琴组：两位领队和Armando Julio Piovani (他也是歌手)
- 钢琴：Osvaldo Donato,    大提琴 Ascanio（他兄弟）
- 低音提琴：A. Bancalá

1930年，埃德加多成立的新的乐队，乐队被宣传为“Los ocho ases del tango porteño, Edgardo Donato y su formidable típica criolla”，为Brunswick唱片公司录制探戈音乐。乐队的成员有：
- 手风琴组：Juan Turturiello, Vicente Vilardi， Miguel Bonano
- 小提琴组：Edgardo Donato, Armando Julio Piovani， Pascual Humberto Martínez
- 钢琴：Osvaldo Donato
- 大提琴：Ascanio Donato
- 低音提琴：José Campesi

乐队合作过的副歌歌手有Luis Díaz， Antonio Rodríguez Lesende， Carlos Viván，Teófilo Ibáñez，Agustín Magaldi
这支乐队同Brunswick唱片公司合作录制了超过130首作品，合作关系截止于1932年12月9日。之后他们同Victor唱片公司合作，保持合作关系直到最后，超过400多首录制作品。这之中包括了著名的探戈音乐El Huracán。
1945年，他的兄弟Osvaldo为了组建自己的乐队，从埃德加多的乐队里挖走了不少人。埃德加多不得不重新招兵买马， Ernesto "Titi" Rossi 成为第一手风琴手，手风琴组还加入了Julián Plaza. 第一小提琴手是Rolando Curzel，钢琴师为 Bernardo Blas。

## 探戈电影
埃德加多·多纳托是为1933年阿根廷第一部有声电影I TANGO录音的音乐家之一。同年，还有一部电影Los tres berretines，埃德加多的音乐也在其中。其他著名的电影还有Riachuelo, Picaflor 和 Así es el tango。

## 趣事
埃德加多·多纳托的脑子经常走神，被认为经常会犯健忘症。他的女儿讲过一件趣事是：又一次，埃德加多在公共汽车里遇见了一位好朋友，他们交谈了很久并一起下了车。下车后音乐家才想起来自己的妻子也和自己在一辆车上，可她没下车。还有一件是当他一次在收音机里听到歌唱家Adolfo Rivas的歌声，说希望把这位歌唱家招到自己的乐队里。但是他忘了这位歌唱家已经答应和他合作，并等着和他的乐队录音。
另外，埃德加多·多纳托的一首探戈乐曲La Melodía Del Corazón 中，有一段借鉴了肖邦第三钢琴练习曲《离别》中的一段著名旋律。